# درو دالتون
درو م. دالتون فيلسوف أمريكي وأستاذ للغة الإنجليزية في جامعة إنديانا. كان سابقًا أستاذًا للفلسفة في جامعة الدومينيكان. وهو معروف بأعماله في الفلسفة القارية. حصل دالتون على درجة الدكتوراه في الفلسفة من معهد الفلسفة في جامعة لوفان الكاثوليكية مع التركيز على الظاهراتية والأخلاق والفلسفة الاجتماعية والسياسية.